# 비잔티움 전례
비잔티움 전례는 동방 정교회, 동방 가톨릭교회에서 사용되는 전례이다. 콘스탄티노폴리스 전례라고 부르기도 한다. 성공회와 루터교에서는 자주 사용되지는 않지만 동방 성공회 협회(Eastern Illite Anglicanism), 우크라이나 루터교(Lutheran Church)에 의해 활용되고 있다. 3세기 동로마 제국의 콘스탄티노폴리스에서 시작되었으며 현재는 로마 가톨릭교회에서 2번째로 많이 사용되는 의식이다.
의식은 성찬, 법정 시간경, 성사로 이루어진다. 의식의 실행에서 수세기 동안 진화해 온 건축 양식, 이콘, 전례 음악, 예복 및 전통에 대한 구체적인 내용도 포함된다. 전통적으로 교회는 온 종일 봉사하며 성서 정원을 교회의 본당과 분리시킨다. 충실한 사람들은 그들의 예배에 활발히 참여하고 봉사하는 동안 성전(교회 건물)을 자유롭게 움직인다. 또한, 성직자와 수도사는 머리카락이나 수염을 면도하지도 않고 자르지도 않는다.
비잔티움 전례에서 성서는 매일의 독서 뿐만 아니라 성경 전체의 많은 인용문을 통해 큰 역할을 한다. 특히 시편 전체는 매주 읽혀진다. 사순시기, 크리스마스, 성모 안식일, 사도 단식일은 금식 기간으로 정해져 있다. 금식 기간은 율리우스력을 사용한다.

## 같이 보기
- 안티오키아 전례
- 아르메니아 전례
- 동시리아 전례
- 서시리아 전례